# Danville (Virginia)
Danville è una città autonoma degli Stati Uniti d'America, nello Stato della Virginia, ai confini con la Carolina del Nord.
Viene chiamata anche "la città delle chiese" poiché ha più chiese per miglio quadrato che ogni altra città della Virginia.
La città è nota per essere stata, esattamente per una settimana (3 - 10 aprile 1865), l'ultima capitale degli Stati Confederati d'America e per l'incidente ferroviario dell'Old 97.